# Tutu Puoane
Nonthuthuzelo Puoane (Atteridgeville, 31 mei 1979) is een jazz-zangeres uit Zuid-Afrika.
Tutu Puoane werd geboren in een township nabij Pretoria en studeerde aan de University of Cape Town. Ze trok in 2002 naar Europa, meer bepaald naar Den Haag, waar ze een tijdlang studeerde. In 2004 verhuisde ze naar Antwerpen.
Ze trad op in Zuid-Afrika, Italië, Zwitserland, Duitsland, de VS, België en Nederland. Met het Brussels Jazz Orchestra werkte ze samen voor het hommageprojecten Billie Holiday ("Writing Billie") en Nina Simone ("Goddamn! A tribute to..."). Ook stond ze al op de concertpodia met Dré Pallemaerts en Toots Thielemans. Puoane bewees zich voor het eerst solo met haar albums Song (2007) en Quiet Now (2009).